# 海南鳞盖蕨
海南鳞盖蕨（学名：Microlepia hainanensis）为碗蕨科鳞盖蕨属下的一个种。其种加词“hainanensis”意为“海南的”。
现接受名为团羽鳞盖蕨（Microlepia obtusiloba Hayata, 1909）。